# المعرض (الشاهل)

تعديل مصدري - تعديل

المعرض هي إحدى قرى عزلة الامرور بمديرية الشاهل التابعة لمحافظة حجة، بلغ تعداد سكانها 167 نسمة حسب تعداد اليمن لعام 2004.